# Câncer de pulmão
O câncer do pulmão (português brasileiro) ou cancro do pulmão (português europeu), também conhecido como neoplasia pulmonar, é uma doença caracterizada pelo crescimento celular descontrolado em tecidos do pulmão. Se não for tratado, esse tumor pode se espalhar para fora do pulmão por um processo chamado de metástase, acometendo órgãos adjacentes e, eventualmente, se disseminando para outras partes do corpo. A maioria dos tumores que começam no pulmão (ou seja, tumores primários de pulmão) são cânceres derivados das células epiteliais (ou seja, carcinomas). Os principais tipos de câncer de pulmão são o adenocarcinoma(AC), o carcinoma de pulmão de células escamosas (CPCE), o carcinoma de pulmão de grandes células (CPGP) e o carcinoma de pulmão pequenas células (CPCP).
A causa mais comum do câncer de pulmão é a exposição a longo prazo à fumaça do tabaco. A grande maioria (85%) dos casos de câncer de pulmão são causados pelo tabagismo a longo prazo. Não fumantes compreendem cerca de 10-15% dos casos, e são, frequentemente, atribuídos a fatores genéticos, gás radônio, asbesto ou poluição do ar, incluindo o tabagismo passivo.
Os sintomas mais comuns são tosse (também a hemoptise), perda de peso e dificuldades na respiração. O câncer de pulmão pode ser visto na radiografia do tórax e na tomografia computadorizada (TC). O diagnóstico é confirmado por uma biópsia, que geralmente é realizada através de uma broncoscopia ou de uma biópsia guiada por TC. O tratamento e o prognóstico dependem do tipo histológico do tumor, do estágio (grau de extensão da doença) e do bem-estar geral do paciente, medido pelo estado funcional. Os tratamentos mais comuns são a cirurgia, a quimioterapia e a radioterapia. O CNPC pode ser tratado com cirurgia, ao passo que o CPC, normalmente, responde melhor à quimioterapia e à radioterapia. Isso se dá, parcialmente, porque o CPC frequentemente se espalha muito cedo e esses tratamentos são melhores em atingir as células que já se deslocaram para outras partes do corpo.
A sobrevida depende do estágio, da saúde geral e de outros fatores, mas, em geral, 15% das pessoas diagnosticadas com câncer de pulmão nos Estados Unidos sobrevivem por, pelo menos, cinco anos após o diagnóstico. Em todo o mundo, o câncer de pulmão é a causa de morte provocada por algum tipo de câncer mais comum, em homens e em mulheres, e, em 2008, foi responsável por 1,37 milhão de mortes.

## Sinais e sintomas
Os sintomas que podem sugerir a possibilidade de um câncer de pulmão incluem:
- tosse crônica ou mudança no padrão regular da tosse (sintoma mais comum)
- dispneia (falta de ar)
- dor torácica
- hemoptise (expectoração de sangue)
- sibilância (chiado no peito)
- dor abdominal
- caquexia (perda de peso), fadiga e perda do apetite
- disfonia (rouquidão)
- baqueteamento digital
- disfagia (dificuldade ao engolir).

Se o tumor cresce em direção às vias aéreas, ele pode obstruir o fluxo do ar, causando dificuldade para respirar. A obstrução pode levar ao acúmulo de secreções na região bloqueada e predispor ao desenvolvimento de uma pneumonia. Muitos tumores de pulmão recebem um rico suprimento sanguíneo. A superfície do câncer pode ser frágil, o que pode facilitar o sangramento do tumor para o interior das vias aéreas. Esse sangue pode, em sequência, ser expectorado.
Os tumores localizados no ápice do pulmão, conhecidos como tumores de Pancoast, podem invadir a região do sistema nervoso simpático, levando a mudanças nos padrões de sudorese e a problemas nos músculos oculares (uma combinação conhecida como síndrome de Horner), assim como a fraqueza muscular nas mãos, devido à invasão do plexo braquial. Em alguns casos podem comprimir uma das principais veias que chega ao coração, causando a chamada síndrome da veia cava superior.
Muitos dos sintomas do câncer de pulmão (dor óssea, febre e perda de peso) são inespecíficos; nos idosos, eles podem ser atribuídos a comorbidades. Em muitos pacientes, o câncer já se espalhou para além do sítio original no momento em que eles percebem os sintomas e procuram atendimento médico. Os locais comuns de metástase incluem cérebro, osso, glândula adrenal, pulmão contralateral (oposto), fígado, pericárdio e rim. Cerca de 10% das pessoas com câncer de pulmão não apresentam sintomas no momento do diagnóstico; esses tumores são casualmente encontrados em radiografias de rotina do tórax.

### Síndrome paraneoplásica
Em alguns casos de câncer de pulmão há a ocorrência de uma síndrome paraneoplásica, um conjunto de sinais e sintomas que pode ocorrer antes, durante ou após as manifestações locais do tumor. Dependendo do tipo de tumor, a síndrome paraneoplásica pode, inicialmente, ser a primeira manifestação da doença. No câncer de pulmão, esses fenômenos podem incluir:
- Síndrome miastênica de Lambert-Eaton (fraqueza muscular devido aos anticorpos)
- Hipercalcemia
- Trombocitose
- Síndrome da secreção inapropriada de hormônio antidiurético (SIADH)
- Osteoartropatia pulmonar hipertrófica
- Síndrome de Cushing

## Causas
As principais causas do câncer de pulmão incluem substâncias carcinogênicas (como as encontradas na fumaça do tabaco), radiação ionizante (o radão ou radon é considerado pela Organização Mundial da Saúde como a 2ª causa de cancro do pulmão, a seguir ao tabaco e é responsável por cerca de 56% da radiação ionizante que o corpo recebe ao longo da vida) e infecção viral. A exposição causa danos cumulativos ao DNA do tecido de revestimento dos brônquios pulmonares (o epitélio bronquial). Conforme os tecidos são danificados, eventualmente, pode se desenvolver um tumor.

### Tabagismo

Gráfico do NIH mostrando como o aumento geral nas vendas de produtos do tabaco (cigarros por pessoa por ano) nos Estados Unidos, nas quatro primeiras décadas do século 20, levou a um rápido crescimento correspondente na incidência de câncer de pulmão durante as décadas de 1930, 40 e 50 (mortes por câncer de pulmão em uma população de 100.000 homens, em um ano).

O tabagismo, particularmente o consumo de cigarro, é, de longe, o principal contribuidor para o câncer de pulmão. O cigarro contém mais de 60 carcinógenos conhecidos, incluindo radioisótopos da sequência de decaimento do radônio, nitrosamina e benzopireno. Além disso, a nicotina parece deprimir a resposta imune ao crescimento de células malignas em tecidos expostos. Nos países desenvolvidos, 91% das mortes por câncer de pulmão em homens, durante o ano 2000, foram atribuídas ao fumo (71% em mulheres). Nos Estados Unidos, estima-se que o tabagismo seja responsável por 87% dos casos de câncer de pulmão (90% em homens e 85% em mulheres). Entre os fumantes do sexo masculino, o risco de desenvolver um câncer de pulmão é de 17,2%; entre as mulheres fumantes, o risco é de 11,6%. Essa probabilidade é significativamente menor em não-fumantes: 1,3% em homens e 1,4% em mulheres.
Mulheres que fumam (atuais e ex-fumantes) e fazem terapia hormonal apresentam um risco muito maior de morrerem de câncer de pulmão. Chlebowski e colaboradores, em um estudo publicado em 2009, observaram que as mulheres que tomam hormônios eram cerca de 60% mais propensas a morrer em decorrência de um câncer de pulmão do que mulheres tratadas com placebo. Sem surpresa, o risco foi maior para fumantes atuais, seguidas por ex-tabagistas, e menor para aquelas que nunca fumaram. Entre as mulheres que fumavam (atuais ou ex-fumantes), 3,4% das que faziam terapia hormonal morreram de câncer de pulmão, comparado aos 2,3% das que tomavam placebo.
O tempo que uma pessoa fuma (assim como a quantidade) aumenta as chances dela desenvolver um câncer de pulmão. Se um indivíduo para de fumar, essa possibilidade diminui gradualmente conforme o dano aos pulmões é reparado e as partículas contaminantes são removidas. Além do mais, há evidências de que o câncer de pulmão em pessoas que nunca fumaram tem um melhor prognóstico do que em fumantes, e que pacientes que ainda fumam quando são diagnosticados apresentam um tempo de sobrevida menor do que aqueles que já pararam.
A combinação de tabaco com a exposição prolongada pode aumentar em muito o risco de contrair cancro do pulmão. Segundo um estudo europeu (http://www.ncbi.nlm.nih.gov/pubmed/16538937#) que reuniu dados de 13 países, o risco de contrair cancro do pulmão para fumadores que fumem 15-24 cigarros/dia para os valores de exposição ao radão de 0, 100 e 400Bq/m3 é respectivamente de 25,8%, 29,9% e 42,3%.
O tabagismo passivo - a inalação da fumaça produzida por um outro indivíduo ao fumar - é uma causa para o câncer de pulmão em não-fumantes. Um fumante passivo pode ser classificado como uma pessoa que mora ou trabalha com um tabagista. Estudos norte-americanos,
 europeus, britânicos e australianos têm mostrado, consistentemente, um aumento significativo do risco relativo entre os indivíduos expostos ao fumo passivo. Pesquisas recentes sugerem que a fumaça que sai diretamente da ponta do cigarro seja ainda mais perigosa do que a inalação direta através do cigarro.
De 10 a 15% dos pacientes com câncer de pulmão nunca fumaram. Isso significa que, a cada ano, entre 20 000 e 30 000 pessoas são diagnosticadas com câncer de pulmão nos Estados Unidos, mesmo sem jamais ter fumado. Devido à taxa de sobrevida em cinco anos, a cada ano, nos Estados Unidos, mais indivíduos que nunca fumaram morrem de câncer de pulmão do que pacientes com leucemia, câncer de ovário ou AIDS.

### Gás radão, radon ou radônio
O radão, também chamado de radon ou radônio é um gás incolor e inodoro gerado pela decomposição do rádio radioativo, que, por sua vez, é produto do decaimento do urânio, encontrado na crosta terrestre. Os produtos radioativos do decaimento ionizam o material genético, causando mutações que, algumas vezes, podem se tornar cancerosas. A exposição ao radônio, depois do tabagismo, é a segunda maior causa de câncer de pulmão na população em geral, com uma elevação de 8-16% no risco para cada aumento de 100 Bq/m³ na concentração de radônio. Os níveis de gás radônio variam de acordo com a localidade e com a composição do solo e das rochas. Por exemplo, em áreas como Guarda, Viseu e Vila Real em Portugal ou Cornwall, no Reino Unido, que apresentam um substrato granítico, o gás radônio é um problema importante, de tal forma que muitas das construções apresentam valores deste gás muito elevados, precisando de ser ventiladas com ventiladores especiais para diminuir as concentrações do gás radônio. A Agência de Proteção Ambiental dos Estados Unidos (United States Environmental Protection Agency - EPA) estima que uma a cada 15 moradias nos Estados Unidos apresentam níveis de radônio acima do recomendado, que é de 4 picocurie por litro (pCi/L) (148 Bq/m³). Iowa é o estado americano com a maior média de concentração de radônio nos Estados Unidos; estudos realizados no local demonstram um risco de câncer de pulmão 50% maior, com exposição prolongada ao radônio acima dos níveis preconizados pela EPA de 4 pCi/L.

### Asbesto ou amianto

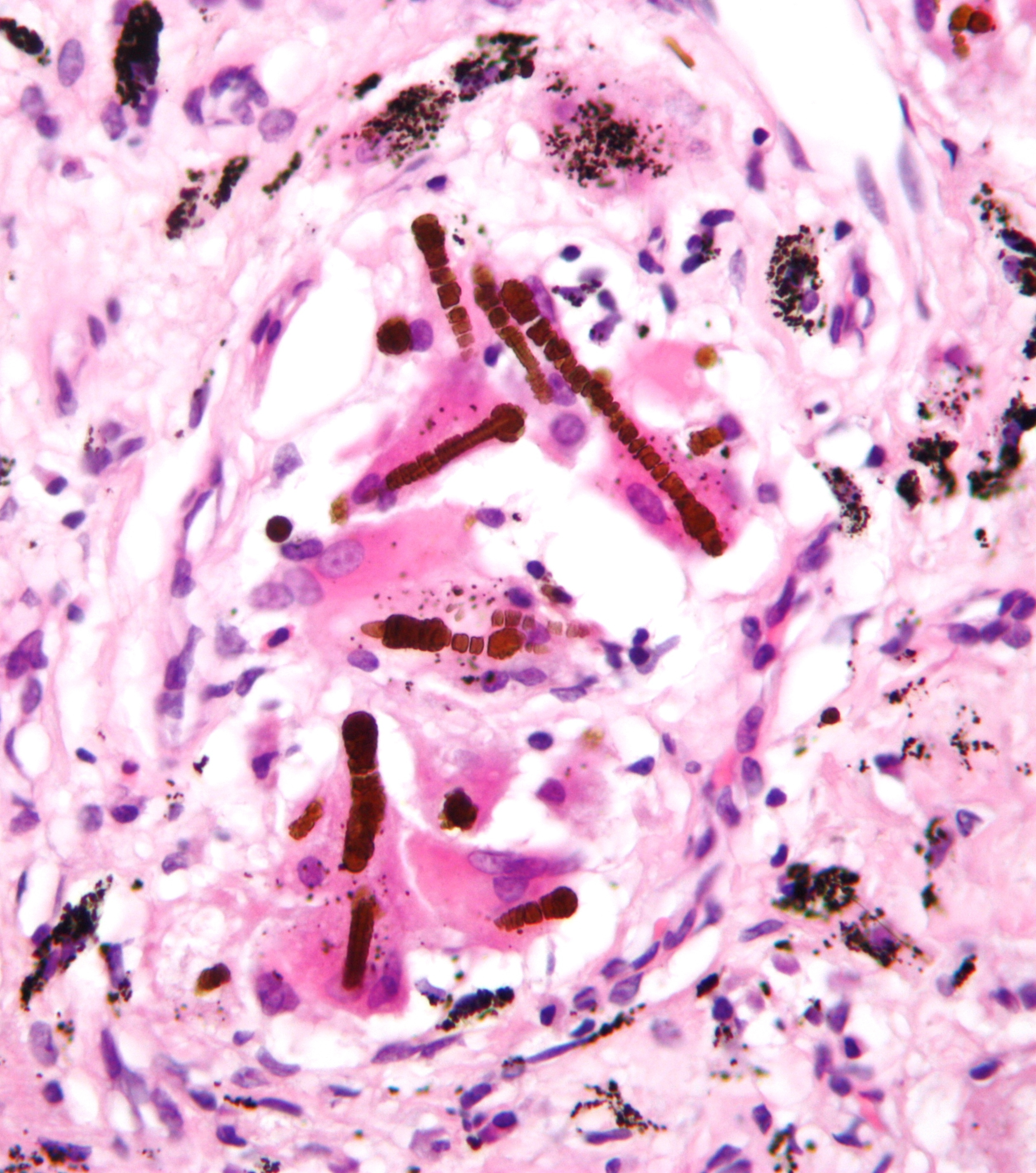
Corpos ferruginosos são os achados histopatológicos associados à asbestose.

O asbesto ou amianto pode causar uma variedade de doenças pulmonares, incluindo o câncer de pulmão. Existe um efeito sinérgico entre o tabagismo e o asbesto na formação do câncer de pulmão. No Reino Unido, o asbesto é responsável por 2-3% das mortes por câncer de pulmão em indivíduos do sexo masculino. O asbesto também pode causar o câncer da pleura, chamado mesotelioma, o qual é diferente do câncer de pulmão.

### Vírus
Os vírus são conhecidos por causar câncer de pulmão em animais e evidências recentes sugerem um potencial similar em humanos. Os vírus implicados incluem o vírus do papiloma humano, o vírus JC, o SV40, o vírus BK e o citomegalovírus. Esses vírus podem afetar o ciclo celular e inibir a apoptose, permitindo a divisão celular descontrolada.

### Material particulado
Estudos da Sociedade Americana do Câncer relacionam diretamente a exposição a material particulado ao câncer de pulmão. Por exemplo, se a concentração de partículas no ar aumenta cerca de 1%, o risco de desenvolvimento do câncer de pulmão se eleva em 14%. Além disso, estabeleceu-se que o tamanho das partículas importa, já que partículas ultrafinas penetram mais fundo nos pulmões.

## Patogênese
Semelhante a muitos outros tipos de câncer, o câncer de pulmão é iniciado pela ativação de um oncogene ou pela inativação de um gene supressor de tumores. Oncogenes são genes que tornam as pessoas mais susceptíveis ao câncer. Proto-oncogenes são conhecidos por se transformar em oncogenes quando expostos a carcinógenos específicos. Mutações no proto-oncogene K-ras são responsáveis por 10–30% dos adenocarcinomas de pulmão. O receptor do fator de crescimento epidérmico (epidermal growth factor receptor - EGFR) regula proliferação celular, apoptose, angiogênese e invasão tumoral. Mutações e amplificações do EGFR são comuns no câncer de pulmão não-pequenas-células e fornecem a base para o tratamento com inibidores de EGFR. O Her2/neu é afetado com menor frequência. Danos cromossômicos podem levar à perda de heterozigose. Isso pode causar a inativação de genes supressores de tumores. Danos aos cromossomos 3p, 5q, 13q e 17p são particularmente comuns no carcinoma de pulmão pequenas-células. O gene supressor de tumor, p53, localizado no cromossomo 17p, é afetado em 60-75% dos casos. c-MET, NKX2-1, LKB1, PIK3CA e BRAF são outros genes que são frequentemente mutados ou amplificados.

## Classificação
| Tipo histológico           | Incidência (em 100 000 por ano) |
| -------------------------- | ------------------------------- |
| Todos os tipos             | 66,9                            |
| Adenocarcinoma             | 22,1                            |
| Carcinoma escamoso         | 14,4                            |
| Carcinoma pequenas células | 9,8                             |

O câncer de pulmão é classificado de acordo com o tipo histológico. Essa classificação tem implicações importantes no manejo clínico e no prognóstico da doença. A vasta maioria dos tumores de pulmão é do tipo carcinoma - doença maligna derivada de células epiteliais. Os carcinomas de pulmão são categorizados pelo tamanho e aparência das células malignas observadas no tecido de biópsia por um patologista em um microscópio. As duas classes gerais são carcinomas não pequenas células e pequenas células.

### Carcinoma não pequenas células

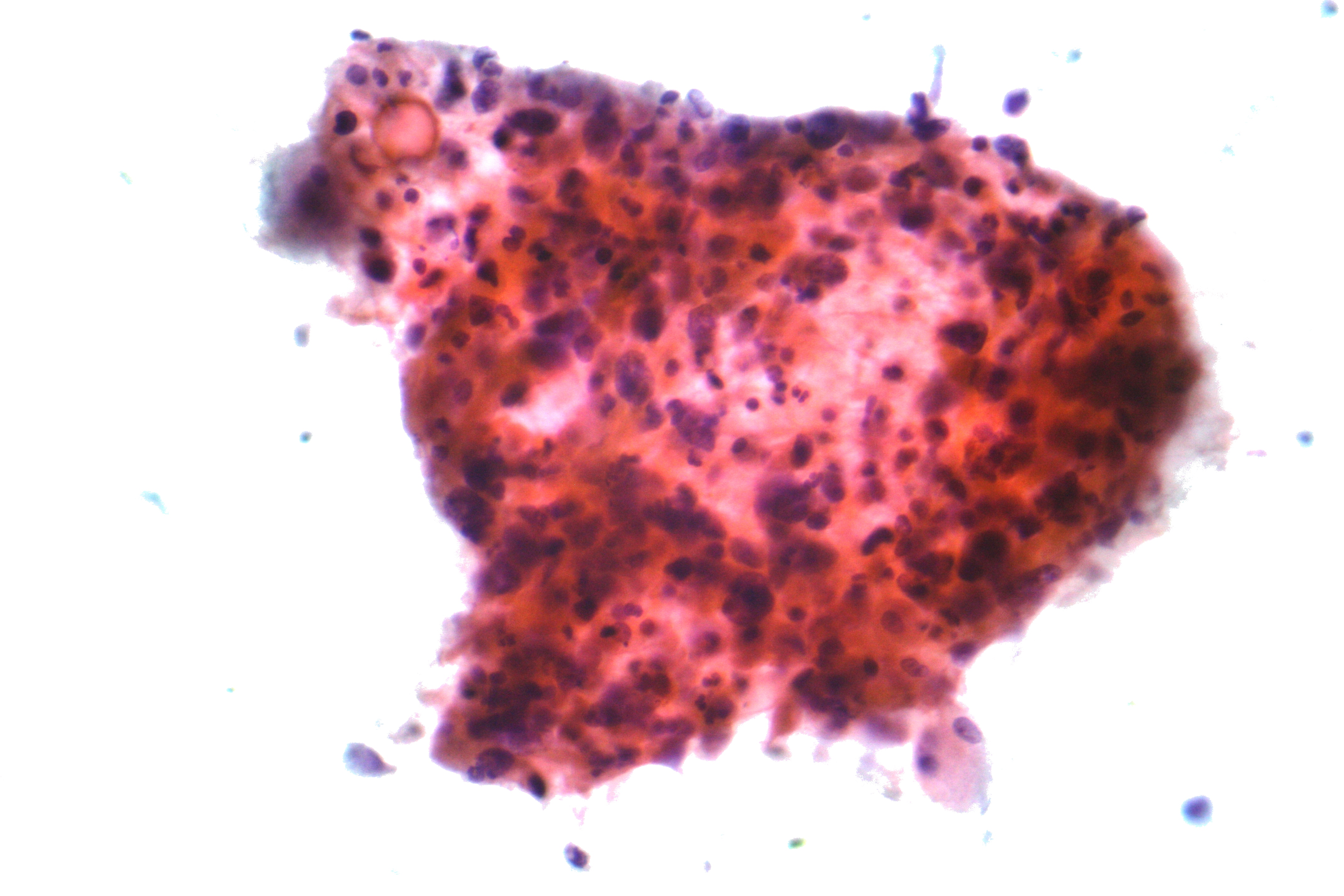
Micrografia de carcinoma escamoso, um tipo de carcinoma não pequenas células. Amostra coletada por PAAF. Coloração de Papanicolau.

Os carcinomas de pulmão não pequenas células (CNPC) são reunidos num único grupo porque seus prognósticos e manejos são similares. Existem três subtipos principais: adenocarcinoma, carcinoma de pulmão de células escamosas e de grandes células.
Aproximadamente 40% dos tumores de pulmão são adenocarcinomas. Esse tipo de câncer é geralmente originado no tecido pulmonar periférico. A maioria dos casos de adenocarcinoma está associada ao tabagismo; contudo, entre pessoas que fumaram menos de 100 cigarros em toda a vida (nunca fumaram), o adenocarcinoma é a forma mais comum de câncer de pulmão. Um subtipo de adenocarcinoma, o carcinoma bronquíolo-alveolar, é mais comum em mulheres que nunca fumaram e pode apresentar respostas diferentes ao tratamento.
O carcinoma de células escamosas, também conhecido como epidermoide ou espinocelular, corresponde a cerca de 30% dos tumores de pulmão. Ele, tipicamente, ocorre na porção mais central do órgão, nas proximidades das vias aéreas. Uma cavidade oca e necrose associada são frequentemente encontradas no centro do tumor.
Aproximadamente 9% dos tumores de pulmão são carcinomas de grandes células. Eles recebem esse nome porque as células cancerosas são grandes, com núcleo e citoplasma vastos e notáveis nucléolos.

### Carcinoma pequenas células

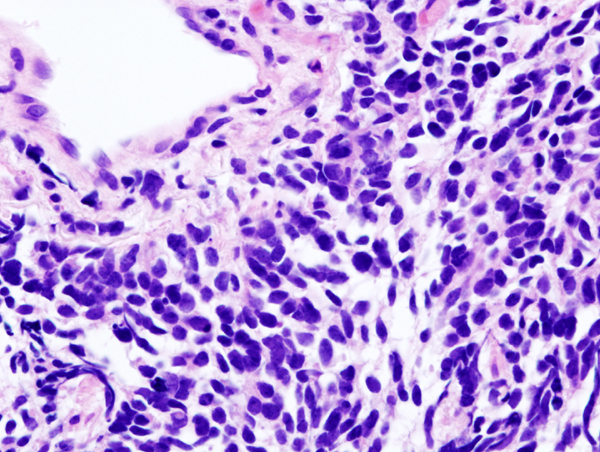
Carcinoma de pulmão pequenas células (vista microscópica de uma biópsia por agulha grossa).

No carcinoma de pulmão pequenas células (CPC), as células contêm densos grânulos neurossecretores (vesículas contendo hormônios neuroendócrinos), que conferem a esse tumor uma associação com a síndrome endócrina/paraneoplásica. A maior parte dos casos surge nas grandes vias aéreas (brônquios primários e secundários). Esses tumores crescem rapidamente e se espalham precocemente no curso da doença. 60–70% dos pacientes já possuem doença metastática à apresentação. Esse tipo de câncer de pulmão está fortemente associado ao tabagismo.

### Outros
Quatro subtipos histológicos principais são reconhecidos, embora alguns tumores possam conter uma combinação de diferentes subtipos. Subtipos raros incluem tumores glandulares, tumores carcinoides e carcinomas indiferenciados.

### Metástase
O pulmão é um local comum de metástase de tumores originários de outras partes do corpo. Tumores secundários são classificados pelo seu sítio de origem; por exemplo, o câncer de mama quando se espalha para o pulmão é chamado de câncer de mama metastático. Metástases frequentemente apresentam contornos característicos na radiografia de tórax.
| Tipo histológico               | Imunocoloração                                                            |
| ------------------------------ | ------------------------------------------------------------------------- |
| Carcinoma de células escamosas | CK5/6 positivo CK7 negativo                                               |
| Adenocarcinoma                 | CK7 positivo TTF-1 positivo                                               |
| Carcinoma de grandes células   | TTF-1 negativo                                                            |
| Carcinoma pequenas células     | TTF-1 positivo CD56 positivo Cromogranina positivo Sinaptofisina positivo |

Tumores de pulmão primários geralmente enviam metástases para glândulas adrenais, fígado, cérebro e osso. A imunocoloração de uma biópsia é frequentemente útil para determinar o local de origem.

## Diagnóstico

Radiografia de tórax mostrando um tumor no pulmão esquerdo.

A radiografia de tórax é um dos primeiros métodos investigativos quando um paciente relata sintomas que sugerem um câncer de pulmão. Ela pode revelar uma massa óbvia, alargamento do mediastino (sugestivo de acometimento de linfonodos locais), atelectasia (colapso do alvéolo), consolidação (pneumonia) e derrame pleural. A tomografia computadorizada (TC) é tipicamente utilizada para fornecer mais informações sobre o tipo e a extensão da doença. A broncoscopia ou a biópsia guiada por TC são frequentemente usadas para coletar amostras do tumor para análise histopatológica.

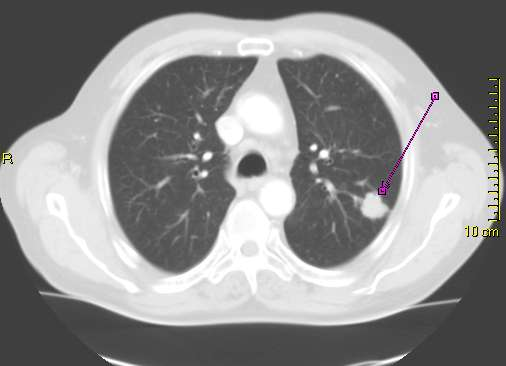
Tomografia computadorizada mostrando um tumor no pulmão esquerdo.

O diagnóstico diferencial para pacientes que apresentam anormalidades na radiografia de tórax inclui, além do próprio câncer de pulmão, diversas doenças não-malignas. A exemplo das causas infecciosas, como tuberculose e pneumonia, ou de condições inflamatórias, como a sarcoidose. Essas doenças podem resultar em linfadenopatia mediastinal, nódulos pulmonares e, eventualmente, estruturas que imitam uma malignidade no órgão. O câncer de pulmão também pode ser um achado incidental: um nódulo pulmonar solitário em uma radiografia de tórax ou tomografia computadorizada que foram feitas por razões não relacionadas. O diagnóstico definitivo do câncer de pulmão é firmado através do exame histopatológico de uma amostra do tecido pulmonar acometido, no contexto das características clínicas e radiológicas.

### Estadiamento
O estadiamento do câncer de pulmão é uma avaliação do quanto o câncer se espalhou em relação ao seu local de origem. Esta avaliação envolve a realização de uma avaliação clínica, exames de imagem e procedimentos para coletar informações sobre o estado atual da doença, a fim de definir seu prognóstico e o tratamento a ser empregado.
A avaliação inicial do estadiamento do câncer de pulmão não pequenas células utiliza a classificação TNM, que se baseia em parâmetros anatômicos, como o tamanho do tumor primário (T), o envolvimento de linfonodos (N) e a presença de metástases à distância (M). Após isso, é designado um grupo, que vai de IA a IV. O grupo designado auxilia na escolha do tratamento e na estimação do prognóstico.
O carcinoma de pequenas células (oat cell) tem sido, tradicionalmente, classificado em estágio limitado (confinado a um pulmão e seus respectivos linfonodos) ou estágio avançado, quando ultrapassa os limites do estágio limitado. Contudo, a classificação TNM e o agrupamento são úteis na estimação do prognóstico.
Tanto para o CNPC quanto para o CPC, há dois tipos gerais de avaliação do estadiamento:
- Estadiamento clínico: avaliação prévia à cirurgia definitiva e baseada, tipicamente, nos resultados do exame físico, estudos de imagem e achados laboratoriais pertinentes. Não envolve, necessariamente, um patologista.
- Estadiamento patológico: geralmente, uma avaliação ou intra- ou pós-operatória e baseada nos resultados combinados dos achados cirúrgicos e clínicos.[9]

## Prevenção
A prevenção é o recurso com maior custo-benefício na luta contra o câncer de pulmão. Enquanto na maioria dos países, os carcinógenos industriais e domésticos têm sido identificados e proibidos, o tabagismo ainda é largamente difundido. Eliminar o consumo do tabaco é uma das metas primordiais para a prevenção do câncer de pulmão e a interrupção do fumo é uma importante ferramenta preventiva nesse processo.
Intervenções políticas para diminuir o tabagismo passivo em áreas públicas, tais como restaurantes e locais de trabalho, tornaram-se mais comuns nos países ocidentais. No Butão, há uma proibição completa ao tabagismo desde 2005. A Índia introduziu uma proibição ao fumo em público, em outubro de 2008. No Brasil, há uma lei que proíbe o fumo em recintos fechados de uso coletivo em todo o território nacional, assim como impede a propaganda comercial desses produtos.
A Organização Mundial de Saúde convocou os governantes a instituir proibição total à publicidade do tabaco para prevenir que pessoas jovens comecem a fumar. Eles avaliam que tais proibições reduziram o consumo de tabaco em 16% onde já foram instituídas.
O uso a longo prazo de suplementos de vitamina A, vitamina C, vitamina D ou vitamina E não reduz o risco de câncer de pulmão. Alguns estudos sugerem que pessoas cujas dietas contêm uma maior proporção de vegetais e frutas tendem a apresentar um menor risco. Contudo, é provável que esse resultado esteja em função de uma variável confundidora. Estudos mais rigorosos não demonstraram associação clara.

### Rastreio
O rastreio (do inglês screening) se refere ao uso de exames médicos para detectar doenças em pessoas assintomáticas. Diversos exames já foram alvo de estudo para o rastreio do câncer de pulmão, como a citologia de escarro, a radiografia do tórax e a tomografia computadorizada. No entanto, o rastreio do câncer de pulmão não é recomendado, pois diversos programas de rastreio do câncer de pulmão não demonstraram nenhum benefício. Em outras palavras, pessoas que identificaram tumores mais precocemente através do rastreio não apresentaram redução na mortalidade em comparação às que não fizeram o rastreio e diagnosticaram sua doença apenas com o surgimento dos sintomas.

## Tratamento
O tratamento para o câncer de pulmão depende do tipo celular específico afetado, da extensão da doença e do estado funcional do paciente (do inglês performance status - PS). Alguns tratamentos comuns incluem cuidados paliativos, cirurgia, quimioterapia e radioterapia.

### Cirurgia

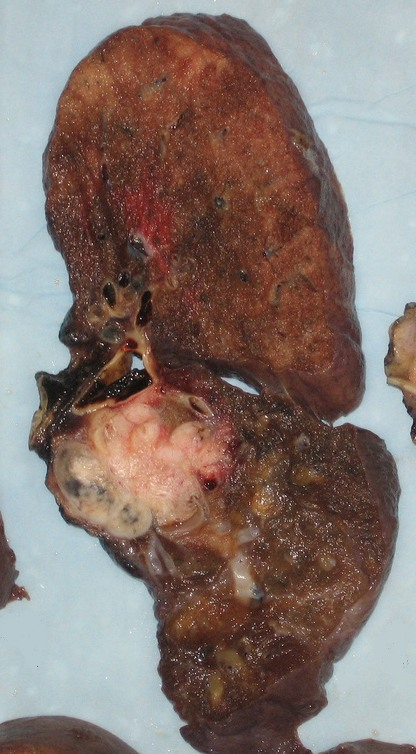
Espécime de uma pneumonectomia contendo um carcinoma de células escamosas, visto nas áreas brancas próximas aos brônquios.

Se as investigações confirmarem um câncer de pulmão não pequenas células, o estadiamento deve ser reavaliado para determinar se a doença é localizada e sujeita a cirurgia ou se já se espalhou em relação ao ponto de origem, não podendo mais ser curada cirurgicamente. A tomografia computadorizada e a tomografia por emissão de pósitrons (PET) podem ser utilizadas. Se há suspeita de envolvimento de linfonodos mediastinais, uma mediastinoscopia pode ser feita para colher um nódulo de amostra para ajudar no estadiamento.
O hemograma e a avaliação da função respiratória também são necessários para confirmar se o paciente tem condições de ser operado. Se o teste da função respiratória revelar um baixa reserva respiratória, a cirurgia pode ser contra-indicada.
Na maior parte dos casos de detecção precoce do câncer de pulmão não pequenas células, a remoção de um lobo do pulmão (lobectomia) é o tratamento cirúrgico de escolha. Em pacientes em que uma lobectomia completa não é adequada, uma excisão sublobar menor (ressecção em cunha) pode ser realizada. Contudo, a ressecção em cunha apresenta um maior risco de recorrência do que a lobectomia. A braquiterapia com iodo radioativo nas margens da ressecção em cunha pode reduzir o risco de recidiva. Raramente a remoção de um pulmão inteiro (pneumonectomia) é realizada.
A toracoscopia e a lobectomia videoassistidas utilizam técnicas minimamente invasivas para a cirurgia do câncer de pulmão. A lobectomia videoassistida é igualmente efetiva quando comparada com a lobectomia aberta convencional e apresenta menos complicações pós-operatórias.
No câncer de pulmão pequenas células (CPC), quimioterapia e/ou radioterapia são tipicamente utilizadas. Porém, o papel da cirurgia no CPC está sendo reconsiderado. A cirurgia pode melhorar os resultados quando somada à quimoterapia ou à radiação em estágios iniciais da doença.

### Radioterapia
A radioterapia geralmente é realizada com a quimioterapia e pode ser utilizada com intenções curativas em pacientes com carcinoma de pulmão não pequenas células não elegíveis para cirurgia. Essa forma de radioterapia de alta intensidade é chamada radioterapia radical. Um aperfeiçoamento dessa técnica é a radioterapia acelerada hiperfracionada contínua (RAHC), na qual uma alta dose de radioterapia é administrada em um curto período de tempo. Para os casos de carcinoma de pulmão pequenas células potencialmente curáveis, a irradiação do tórax é frequentemente recomendada em adição à quimioterapia. Radioterapia torácica pós-operativa geralmente não deve ser utilizada após cirurgias de carcinoma não pequenas células com intenção de cura. Alguns pacientes com envolvimento de linfonodos mediastinais (N2) podem se beneficiar da radioterapia pós-operativa.
Se o crescimento do tumor causar o bloqueio de uma pequena secção de um brônquio, a braquiterapia (radioterapia localizada) pode ser feita diretamente dentro da via aérea para abrir a passagem. Se comparada com a radioterapia com irradiação externa, a braquiterapia permite uma redução no tempo de tratamento e uma menor exposição a radiação da equipe de assistência médica.
A irradiação profilática do crânio é um tipo de radioterapia para o cérebro, usada para reduzir os riscos de metástase. Essa irradiação é mais útil no carcinoma de pulmão pequenas células. Na doença de estágio limitado, a irradiação aumenta a sobrevida em três anos de 15% para 20%; na doença extensa, a sobrevida em um ano aumenta de 13% para 27%.
As melhoras recentes na precisão e na obtenção de imagens levaram ao desenvolvimento da radioterapia estereotáxica para o tratamento do câncer de pulmão em estágio inicial. Nessa forma de radioterapia, altas doses são fornecidas em um pequeno número de sessões utilizando técnicas estereotáxicas para alcançar o alvo com precisão. Seu uso se dá, principalmente, em pacientes que não são candidatos à cirurgia devido a comorbidades médicas.
Tanto para pacientes de carcinoma não pequenas células quanto para os de pequenas células, doses reduzidas de radiação no tórax podem ser usadas para o controle de sintomas (radioterapia paliativa).

### Quimioterapia
O regime quimioterápico depende do tipo de tumor.

#### Carcinoma de pulmão pequenas células
Mesmo que em um estágio relativamente inicial, o carcinoma de pulmão pequenas células é tratado, principalmente, com quimioterapia e radioterapia. No carcinoma de pulmão pequenas células, cisplatina e etoposido são mais frequentemente utilizados. Combinações com carboplatina, gemcitabina, paclitaxel, vinorelbina, topotecano e irinotecano são também administradas.

#### Carcinoma de pulmão não pequenas células
No carcinoma de pulmão não pequenas células avançado, a quimioterapia aumenta a sobrevida e é usada como tratamento de primeira linha, desde que o paciente esteja bem o suficiente para receber esse tratamento. Tipicamente, duas drogas são utilizadas, das quais uma é frequentemente uma platina (cisplatina ou carboplatina). Outras drogas geralmente administradas são gemcitabina, paclitaxel, docetaxel, etoposido ou vinorelbina. Recentemente, o pemetrexede se tornou disponível para uso.

#### Quimioterapia adjuvante
A quimioterapia adjuvante se refere ao uso da quimioterapia após uma cirurgia aparentemente curativa para melhorar os resultados. No carcinoma de pulmão não pequenas células, amostras de linfonodos próximos são coletadas durante a cirurgia para auxiliar no estadiamento. Se os estágios II ou III são confirmados, a quimioterapia adjuvante melhora a sobrevida em 5%, em cinco anos. A combinação de vinorelbina e cisplatina é mais efetiva do que outros regimes.
A quimioterapia adjuvante para pacientes com doença no estágio IB é controversa, já que testes clínicos não demonstraram claramente benefícios em relação à sobrevida. Os testes sobre a quimioterapia pré-operativa (quimioterapia neoadjuvante) em carcinomas não pequenas células ressecáveis têm sido inconclusivos.

#### Vacina terapêutica
A vacina CIMAX-EFG é indicada para os doentes que terminam o tratamento com radioterapia ou quimioterapia e que são considerados pacientes terminais sem alternativa terapêutica. É na fase, pós-tratamentos, que a vacina é aplicada para ajudar a controlar o crescimento do tumor, com a vantagem de não apresentar toxidade associada. De acordo com a cientista cubana, Gisela González, a vacina foi patenteada após se ter testado a sua eficácia em mais de 1 000 pacientes sem que tenham ocorrido efeitos colaterais.

### Cuidados paliativos
Em pacientes com doença terminal, os cuidados paliativos podem ser apropriados. Esse método permite discussões adicionais quanto às opções de tratamento e a criação de oportunidades para tomar decisões cuidadosamente e poder evitar cuidados ineficazes e caros no final da vida.
A quimioterapia pode ser combinada com os cuidados paliativos no tratamento do carcinoma de pulmão não pequenas células. No CNPC avançado, uma quimioterapia apropriada aumenta a média de sobrevida em relação ao tratamento de suporte, somente, assim como melhora a qualidade de vida. Com um estado funcional adequado, manter a quimioterapia durante o tratamento paliativo do câncer de pulmão oferece um prolongamento de 1,5 a 3 meses na sobrevida do paciente, alívio dos sintomas e melhora na qualidade de vida, com melhores resultados observados com agentes modernos. O Grupo Colaborativo de Meta-Análise do CNPC (NSCLC Meta-Analyses Collaborative Group) recomenda que se um paciente deseja e pode tolerar o tratamento, então a quimioterapia deve ser considerada no CNPC avançado.

## Prognóstico
| Estágio clínico | Sobrevida em cinco anos (%)              | Sobrevida em cinco anos (%)          |
| Estágio clínico | Carcinoma de pulmão não pequenas células | Carcinoma de pulmão pequenas células |
| --------------- | ---------------------------------------- | ------------------------------------ |
| IA              | 50                                       | 38                                   |
| IB              | 47                                       | 21                                   |
| IIA             | 36                                       | 38                                   |
| IIB             | 26                                       | 18                                   |
| IIIA            | 19                                       | 13                                   |
| IIIB            | 7                                        | 9                                    |
| IV              | 2                                        | 1                                    |

Os fatores prognósticos no câncer de pulmão não pequenas células incluem a presença ou ausência de sintomas pulmonares, o tamanho do tumor, o tipo celular (histológico), o grau de extensão (estágio) e metástases para múltiplos linfonodos e a invasão vascular. Para pacientes com doença inoperável, o prognóstico é negativamente afetado pelo baixo estado funcional e pela perda de mais de 10% do seu peso. Os fatores prognósticos no câncer de pulmão pequenas células incluem o estado funcional, o gênero, o estágio da doença e o envolvimento do sistema nervoso central ou do fígado no momento do diagnóstico.
Para o carcinoma não pequenas células (CNPC), o prognóstico é geralmente ruim. Após cirurgia de ressecção completa de doenças no estágio IA, a sobrevida em cinco anos é de 67%. Para as doenças no estágio IB, a taxa de sobrevida em cinco anos é de 57%. A porcentagem de sobrevida em cinco anos de pacientes de CNPC no estágio IV é de aproximadamente 1%.
Para o carcinoma pequenas células, o prognóstico costuma ser pior que o de não pequenas células. No geral, a taxa de sobrevida em cinco anos dos pacientes de CPC é de aproximadamente 5%. Pacientes com CPC em estágio de doença avançada apresentam uma média de sobrevida em cinco anos menor do que 1%. A mediana do tempo de sobrevida dos pacientes com doença limitada é de 20 meses, com uma taxa de sobrevida em cinco anos de 20%.
De acordo com dados fornecidos pelo National Cancer Institute, a mediana da idade dos pacientes no momento do diagnóstico do câncer de pulmão, nos Estados Unidos, é de 70 anos, e a mediana da idade de falecimento é de 72 anos.

## Epidemiologia
| não há dados ≤ 5 5-10 10-15 15-20 20-25 25-30 | 30-35 35-40 40-45 45-50 50-55 ≥ 55 |

Taxa de mortalidade padronizada para a idade por câncer de traqueia, brônquios e pulmão por 100 000 habitantes em 2004.
não há dados
≤ 5
5-10
10-15
15-20
20-25
25-30
30-35
35-40
40-45
45-50
50-55
≥ 55

Distribuição do câncer de pulmão em homens no Brasil, segundo estimativas do Instituto Nacional do Câncer (Inca) para o ano de 2012.

Em todo o mundo, o câncer de pulmão é o câncer mais comum em termos de incidência e mortalidade. Em 2008, houve 1,61 mihão de novos casos e 1,38 milhão de mortes por câncer de pulmão. As maiores taxas estão na Europa e na América do Norte. O segmento populacional mais propenso a desenvolver câncer de pulmão está acima dos 50 anos de idade e apresenta histórico de tabagismo. Em contraste com a taxa de mortalidade nos homens, que começou a declinar há 20 anos, a mortalidade do câncer de pulmão nas mulheres tem sido ascendente ao longo das últimas décadas e, apenas recentemente, tem começado a se estabilizar. Nos EUA, o risco de desenvolver câncer de pulmão ao longo da vida é de 8% em homens e de 6% em mulheres.
Para cada 3–4 milhões de cigarros fumados, uma morte por câncer de pulmão ocorre. A influência da indústria do tabaco desempenha um papel significativo na cultura do tabagismo. Jovens não fumantes que veem propagandas do tabaco são mais propensos a começar a fumar.
O papel do tabagismo passivo está sendo cada vez mais reconhecido como um fator de risco para o câncer de pulmão, levando a políticas de intervenção para diminuir a exposição indesejada de não fumantes à fumaça produzida pelo tabaco. A emissão de automóveis, das fábricas e na produção de energia também apresenta potenciais riscos.
O Leste Europeu tem a maior mortalidade por câncer de pulmão entre homens, enquanto o Norte da Europa e os EUA apresentam a maior mortalidade entre as mulheres. Nos Estados Unidos, há uma maior incidência em homens e mulheres negros. A incidência de câncer de pulmão, atualmente, é menos comum nos países em desenvolvimento. Com o aumento do tabagismo em países em desenvolvimento, espera-se que a incidência cresça nos próximos anos, especialmente na China e na Índia.
A partir da década de 1960, a incidência de adenocarcinoma de pulmão começou a crescer relativamente aos outros tipos de câncer de pulmão. Isso se dá, parcialmente, pela introdução dos filtros de cigarro. O uso dos filtros remove as partículas maiores da fumaça do tabaco, reduzindo, portanto, a deposição nas grandes vias aéreas. Contudo, o fumante precisa inalar mais profundamente para receber a mesma quantidade de nicotina, aumentando a deposição de partículas nas vias aéreas menores, onde o adenocarcinoma tende a se desenvolver. A incidência do adenocarcinoma de pulmão continua a aumentar.

## História
O câncer de pulmão não era comum antes do advento do consumo de cigarros; ele ainda não era reconhecido como uma doença distinta até 1761. Os diferentes aspectos do câncer de pulmão foram descritos a fundo em 1810. Os tumores malignos de pulmão correspondiam, em 1878, a apenas 1% de todos os tumores observados em autópsias, mas tiveram um aumento para 10–15% no início da década de 1900. Casos relatados na literatura médica contavam apenas 374 em todo o mundo, em 1912, mas uma revisão de autópsias mostrou que a incidência do câncer de pulmão havia aumentado de 0,3%, em 1852, para 5,66%, em 1952. Na Alemanha, em 1929, o médico Fritz Lickint reconheceu uma ligação entre o tabagismo e o câncer de pulmão, o que levou a uma agressiva campanha antitabagismo. O British Doctors Study, publicado na década de 1950, foi a primeira evidência epidemiológica sólida a correlacionar o câncer de pulmão e o tabagismo.
A relação com o gás radônio foi percebida, pela primeira vez, entre mineiros dos Montes Metalíferos, próximos a Schneeberg, na Saxônia. Prata era retirada de lá desde 1470, mas essas minas também são ricas em urânio, o qual é acompanhado por rádio e gás radônio. Os mineiros desenvolviam doenças pulmonares em quantidades desproporcionais, que foram, eventualmente, identificadas como câncer de pulmão, em 1870. Estima-se que 75% dos antigos mineiros morreram de câncer de pulmão. Apesar dessa descoberta, a mineração continuou até a década de 1950, devido à demanda da URSS por urânio. O radônio foi confirmado como uma das causas do câncer de pulmão na década de 1960.
A primeira pneumonectomia de sucesso como tratamento para o câncer de pulmão foi realizada em 1933. A radioterapia paliativa tem sido usada desde a década de 1940. A radioterapia radical, inicialmente utilizada na década de 1950, foi uma tentativa de aplicar altas doses de radiação em pacientes com tumores de pulmão em estágios relativamente iniciais, mas que não tinha indicação para cirurgia. Em 1997, a radioterapia acelerada hiperfracionada contínua (RAHC) foi vista como um aperfeiçoamento da radioterapia radical convencional.
Com o carcinoma de pulmão pequenas células, tentativas iniciais de ressecção cirúrgica, na década de 1960, e radioterapia radical foram fracassadas. Na década de 1970, regimes quimioterápicos foram desenvolvidos com sucesso.
Em 28 de outubro de 2016, uma equipe liderada pelo oncologista Lu You na Universidade de Sichuan em Chengdu inseriu células modificadas por CRISPR/Cas9 em um paciente com câncer de pulmão agressivo como parte de um ensaio clínico em um hospital chinês.